# Крюкова, Ирина Викторовна
Ирина Викторовна Крюкова (Кулиш; род. 18 мая 1968, РСФСР) — российская шахматистка, гроссмейстер (2001) среди женщин, международный судья (2011). Тренер.
Вице-чемпионка России среди женщин (1994). В составе 2-й сборной России участница Олимпиады (1994) в Москве.

## Изменения рейтинга
| Графики недоступны из-за технических проблем. См. информацию на Фабрикаторе и на mediawiki.org. |